# Logica come scienza del concetto puro
Logica come scienza del concetto puro è un'opera filosofica di Benedetto Croce, pubblicata nel 1909. Segue Estetica come concetti espressi.

## Storia
In contrapposizione all'altra opera di puro concetto pratico, la filosofia della pratica, la sua opera concernente la logica venne inizialmente presentata nei "Lineamenti" e letta due volte all'Accademia pontaniana di Napoli. (10 aprile e 1º maggio del 1904 e 2 aprile 1905) In seguito venne riorganizzata e pubblicata nel 1909.